# 传热系数
给热系数，是一个热力学术语，主要应用于化学工程和物理學方面。给热系数是用来计算导热的，尤其是在固体液体之间对流，或是发生相变的情况下。通常用h代表，忽略给热面积的平均给热系数则用{\displaystyle \alpha }代表。
{\displaystyle h={\frac {q}{A\cdot \Delta T}}}
其中：
q = 流入或损失的热量， J/s = W
h = 给热系数， W/(m2K)
A = 导热面积， m2
{\displaystyle \Delta T} = 固体表面与周围流体的温度差， K